# Iwie
Iwie – osada leśna  w Polsce położona w województwie pomorskim, w powiecie człuchowskim, w gminie Rzeczenica. 
Osada pośród lasów wchodzi w skład sołectwa Międzybórz.
W latach 1975–1998 miejscowość administracyjnie należała do województwa słupskiego.